# Fenoldopam
Fenoldopam mesylate (Corlopam) là một dẫn xuất của thuốc benzazepine tổng hợp, hoạt động như một chất chủ vận một phần thụ thể D 1 chọn lọc. Fenoldopam được sử dụng như một chất chống tăng huyết áp. Nó đã được Cơ quan Quản lý Thực phẩm và Dược phẩm Hoa Kỳ (FDA) phê duyệt vào tháng 9 năm 1997.

## Chỉ định
Fenoldopam được sử dụng như một thuốc chống tăng huyết áp sau phẫu thuật, và cũng tiêm tĩnh mạch (IV) để điều trị cơn tăng huyết áp. Vì fenoldopam là thuốc tiêm tĩnh mạch duy nhất giúp cải thiện tưới máu thận, theo lý thuyết nó có thể có lợi ở bệnh nhân tăng huyết áp với bệnh thận mạn tính đồng thời.     

## Dược lý
Fenoldopam gây giãn mạch máu / động mạch dẫn đến giảm huyết áp bằng cách kích hoạt thụ thể D 1 ngoại vi. Nó giảm hậu tải và cũng thúc đẩy bài tiết natri thông qua các thụ thể dopamine cụ thể dọc theo nephron. Tác dụng thận của fenoldopam và dopamine có thể liên quan đến sự đối kháng sinh lý của hệ thống renin-angiotensin trong thận. Trái ngược với dopamine, fenoldopam là một chất chủ vận thụ thể D 1 chọn lọc, không có tác dụng đối với adrenoceptor beta, mặc dù có bằng chứng cho thấy nó có thể có một số hoạt động đối kháng adrenoceptor alpha-1  và alpha-2. Kích thích thụ thể D 1 kích hoạt adenylyl cyclase và làm tăng AMP tuần hoàn nội bào, dẫn đến sự giãn mạch của hầu hết các giường động mạch, bao gồm cả động mạch thận, mạc treo và mạch vành. để làm giảm sức cản mạch máu toàn thân. Fenoldopam có tác dụng khởi phát nhanh (4 phút) và thời gian tác dụng ngắn (<10 phút) và mối quan hệ đáp ứng liều tuyến tính ở liều lâm sàng thông thường.

## Tác dụng phụ
Tác dụng phụ bao gồm đau đầu, đỏ bừng, buồn nôn, hạ huyết áp, nhịp tim nhanh phản xạ và tăng áp lực nội nhãn.

## Chống chỉ định, cảnh báo và phòng ngừa
Fenoldopam mesylate chứa natri metabisulfite, một loại sulfite hiếm khi gây ra phản ứng dị ứng bao gồm các triệu chứng phản vệ và hen suyễn ở những người nhạy cảm. Nên dùng Fenoldopam mesylate thận trọng cho bệnh nhân mắc bệnh tăng nhãn áp hoặc tăng áp lực nội nhãn vì fenoldopam làm tăng áp lực nội nhãn. Nên tránh sử dụng đồng thời fenoldopam với thuốc chẹn beta nếu có thể, vì hạ huyết áp bất ngờ có thể do ức chế beta-blocker của nhịp tim nhanh phản xạ qua trung gian giao cảm khi đáp ứng với fenoldopam.